# Accolade (band)
Accolade was een Britse muziekgroep, die actief was in de jaren 1969-1971. 
De band speelde folky jazzmuziek en had drie prominenten in de gelederen. Don Partridge was in wezen een straatmuzikant en Gordon Giltrap was een opkomend singer-songwriter, de er al spoedig achter kwam dat hij meer een gitarist was. Giltrap verliet na het eerste album de band, om weer solo verder te gaan. Grootste bekendheid was echter George Alexander Aberle, alias Eden Abba ofwel eden ahbez. Hij schreef Nature Boy, een jazzklassieker voor Nat King Cole (8 weken nr. 1 in de Verenigde Staten), later gezongen door bijvoorbeeld Ella Fitzgerald en uitgevoerd in een bewerking door Miles Davis.
Na het tweede album sneuvelde Accolade zonder ooit het grote publiek bereikt te hebben.

## Muzikanten
- 1969:
  - Eden Abba – contrabas
  - Brian Cresswwell – dwarsfluit, saxofoon
  - Gordon Giltrap – zang, gitaar
  - Ian Hoyle – slagwerk, percussie
  - Don Partridge – zang, gitaar, vibrafoon

- 1969/1970 
  - Brian Cresswwell - dwarsfluit en saxofoon
  - Gordon Giltrap - zang, gitaar
  - Ian Hoyle - slagwerk, percussie
  - Don Partridge - zang, gitaar, vibrafoon
  - Malcolm Pool - contrabas, viool

- 1970/1971
  - Brian Cresswwell - dwarsfluit, saxofoon
  - Ian Hoyle - slagwerk
  - Don Partridge - zang, gitaar, vibrafoon
  - Malcolm Pool - contrabas, viool

Soms aangevuld door Wizz Jones (akoestische gitaar en zang) en Mike Moran (toetsinstrumenten).

## Discografie
- 1969: Accolade (werd uitgegeven door het dure label Capitol Records en Columbia Records)
- 1970: Accolade 2 (werd uitgegeven door EMI Regal)

Op beide albums zijn tracks te horen van Giltraps eerder uitgegeven soloalbums.